# Läätsa
Läätsa is een plaats in de Estlandse gemeente Saaremaa, provincie Saaremaa. De plaats heeft de status van dorp (Estisch: küla) en telt 107 inwoners (2021).
Tot in oktober 2017 behoorde Läätsa tot de gemeente Salme en sindsdien tot de fusiegemeente Saaremaa.
Het dorp ligt aan de oostkust van het schiereiland Sõrve, onderdeel van het eiland Saaremaa.

## Geschiedenis
In 1802 werd een boerderij genoemd onder de naam Läätsa Mihkel op het grondgebied van het landgoed van Abruka. Het terrein lag later op het grondgebied van de plaats Salme. In 1977 werd het terrein samengevoegd met het buurdorp Üüdibe onder de naam Läätsa. In 1997 werden Üüdibe en de kern die inmiddels was ontstaan rond de haven van Läätsa, twee afzonderlijke dorpen.